# Erik van Spronsen
Erik van Spronsen (Den Haag, 19 januari 1948 - Haarlem, 13 maart 2020) was een Nederlandse kunstenaar, die zich voornamelijk manifesteerde als beeldhouwer.

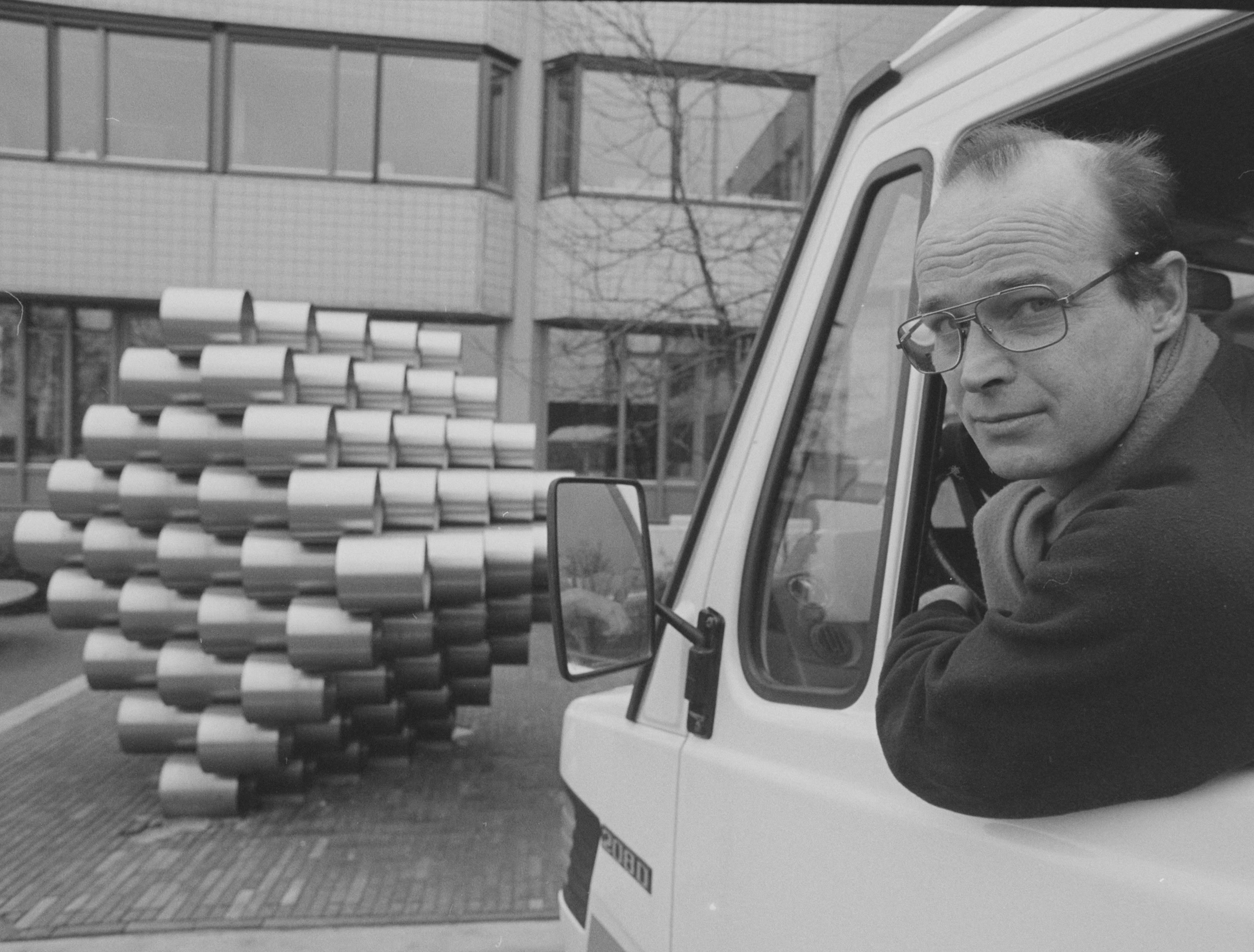
Erik van Spronsen, kunstenaar, in 1993

## Leven en werk
Van Spronsen heeft de Koninklijke Academie van Beeldende Kunsten (KABK) doorlopen. Na zijn studie is hij zich gaan toeleggen op het beeldhouwen, met staal als voornaamste materiaal. Hij is mathematicus; zijn leefregel" "Ik ben een kubusmannetje". Zijn sculpturen worden door hem zeer zorgvuldig doorgerekend en op schaal gemaakt om het object van alle kanten te kunnen bekijken en onderzoeken. De geometrische en wetmatige eigenheid van de kubus vormt voor deze kunstenaar een voortdurende bron van studie, onderzoek en inspiratie. Een van die beelden is Balans in Bloemendaal.
Van Spronsen woonde en werkte in Haarlem en was lid van de kunstenaarsvereniging de Vishal in Haarlem en van de Nederlandse Kring van Beeldhouwers (NKvB). Hij was getrouwd met beeldhouwer Krekel van Spronsen (1948-2011).

## Tentoonstellingen
- 2019 Bloemendaal, Castellvm Aqvae
- 2010 Lochem, Beeldentuin 15a
- 2009 Lochem, Beeldentuin 15a
- 2008 Lochem, Beeldentuin 15a
- 2006 Abcoude, Golfbaan De Hoge Dijk, Kunst en golf
- 2006 Beeldentuin Bergen aan Zee
- 2005 Rijksmuseum Muiderslot, Meetkunst op het Muiderslot
- 2004 Deventer, Art Gallery Meijerink & Frohn, Zomerexpositie 2004
- 2002 Haarlem, De Vishal, De geometrie en het licht in de Vishal
- 2000 Heemstede, Het Oude Slot, Staal in Beeld

## Enkele werken

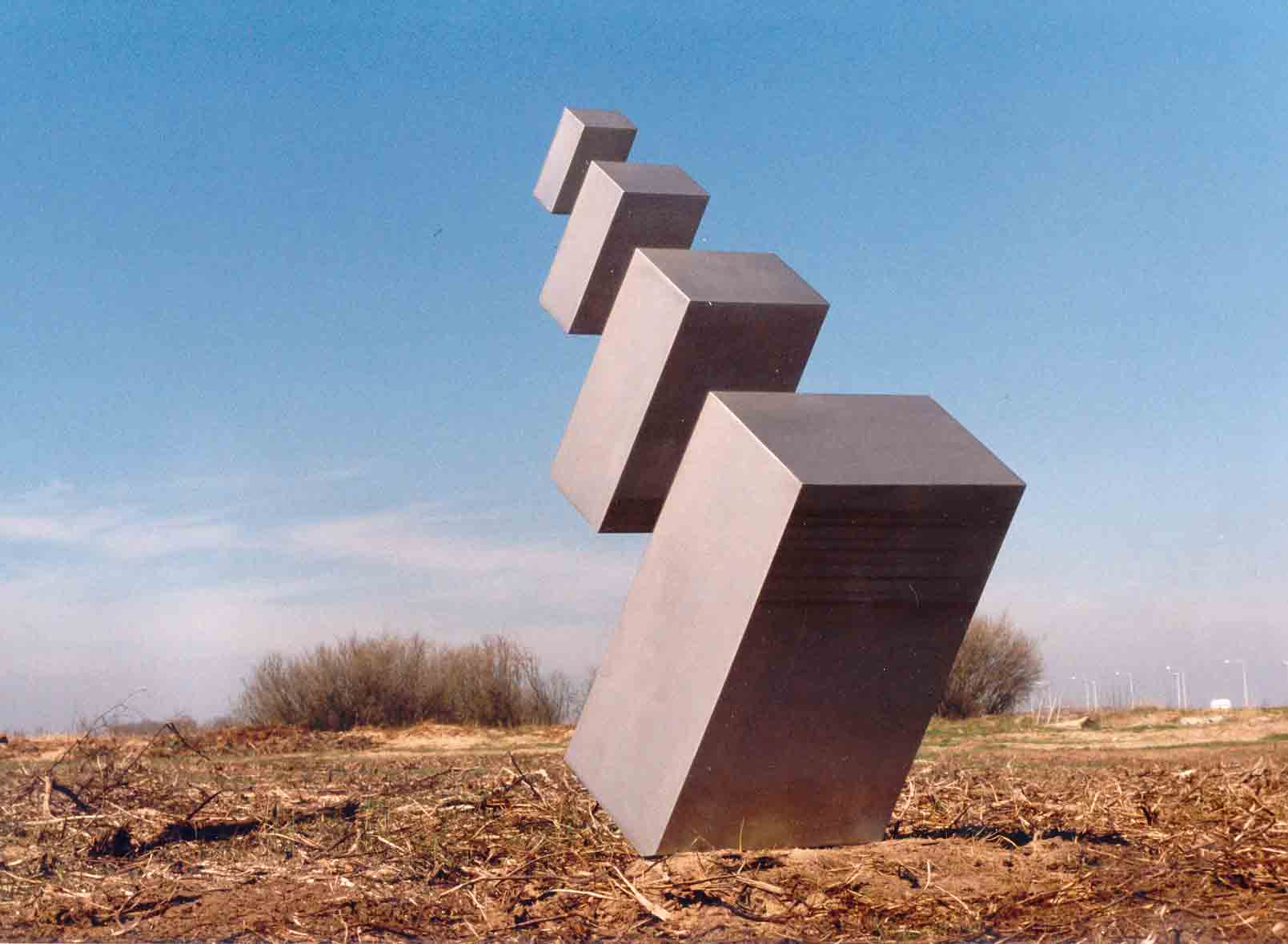
Reeks (2001), Sassenheim
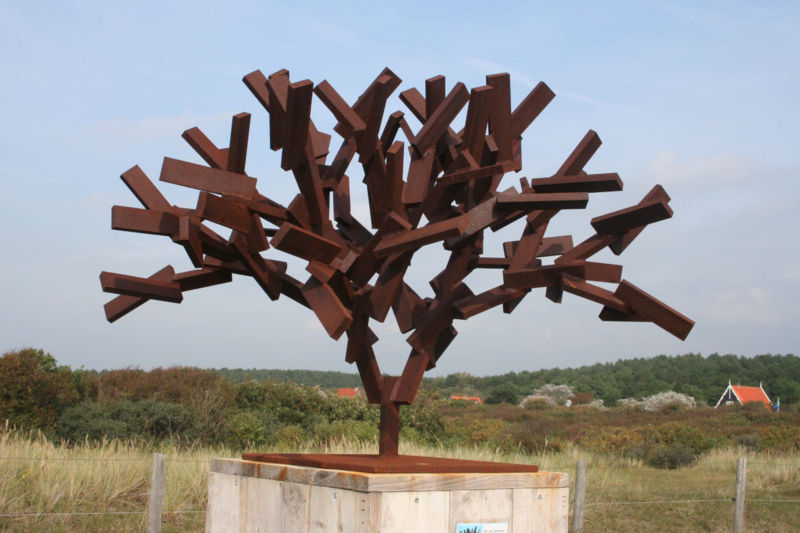
Boom (2006), Bergen aan Zee